# جراند ثفت أوتو 3
جراند ثفت أوتو 3 (بالإنجليزية: Grand Theft Auto III)‏ لعبة فيديو من نوع عالم مفتوح طورت ونشرت من قبل شركة روكستار جيمز في 22 أكتوبر 2001 على اجهزة البلايستيشن 2 وهي ايضاً الإصدار الثالث لسلسلة جراند ثفت اوتو وهي ايضاً أول إصدار 3D بدلاً من منظور الشخص من اعلى كما في السابق ( سرقة السيارات الكبرى 1 . سرقة السيارات الكبرى 2 ) وقد اعتبر الانتقال من أعلى إلى أسفل إلى 3D كامل على نطاق واسع بمثابة مناورة عظيمة، أثبتت من خلال أرقام مبيعاتها الهائلة.
شكلت التغييرات التي أجريت على GTA III نقطة حاسمة في مخطط التمثيل البياني والتحكم في السلسلة. تمسك عناوين GTA الأحدث مع نفس نظام التحكم ثلاثي الأبعاد والمرئي، ومن المرجح أن تظل جميع عناوين GTA الأخرى كذلك، وإن كانت تتحسن في الجودة البصرية مع تحسن الأجهزة.
تلقت اللعبة شهرة عالمية حاسمة لتصبح واحدة من أجمل العاب الفيديو في التاريخ

## القصة
بعد احداث Grand Theft Auto : San Andreas، تغادر Catalina مع صديقها كلود إلى Liberty City . في بداية اللعبة، شوهد الاثنان يسرقان بنكًا مع ميجييل، عضو كارتل كولومبي وسائقهما المهرب، وآخر غير مسمى. وسط المطاردة، تحكي كاتالينا كلود أنها فتاة طموحة ولا تحتاج له بعد الآن، وتطلق النار عليه، وتقتل الرجل الذي لم يكشف عن اسمه، وتغادر مع ميجيل والمال. لحسن الحظ ان كلود نجا، ويتم القبض عليه بسبب السرقة. أثناء عبورهم لجسر جزيرة بورتلاند في قافلة للشرطة تقوم الكارتيل الكولومبية بنصب كمين لهم عن طريق تفجير جسر كالاهان (عزل بورتلاند عن بقية المدن) ثم اختطاف رجل شرقي قديم . كلود وسجين آخر يدعى "8-Ball" حرروا أنفسهم بينما كانت القافلة مغمورة ومغادرة.
8-Ball يقدم كلود للويجى جوتريللي وكلود يعمل له لإثبات نفسه. يأمر لويجي أن يقود عاهرة جوي ليوني المفضلة، ميستي، إلى كراج جوي، ويكسب ثقة جوي من خلال القيام بمهام ضد الثلاثيات وعائلة فوريلي . جوي يقدمه إلى توني سيبرياني، الذي بدأ كلود العمل فيه للثأر من ثلاثيات بعد محاولة هجوم فاشلة في متجر لغسيل الملابس. بعد إثبات نفسه، تم تعريف كلود إلى والد جوي ورئيس أسرة ليون، سالفاتور ليون . لم يعد كلود يتمتع بالقوة الكافية للبقاء في لقاء جوي وتوني وسالفاتور، لذا يُطلب منه أن يقود سيارته حول زوجة ماريا سالفاتور، ماريا لاتوري، ويحفظها من غارة على المخدرات في أحد المستودعات التي حضرتها.
يبدأ سالفاتور بالثقة في كلود، ويثبت فيه أنه يعتقد أن نادلًا اسمه كيرلي بوب يبيع معلومات عن ليون إلى كارتل مقابل سبان، وهو مخدر غير قانوني. يتبع كلود Curly Bob ويكتشف أن Catalina و Miguel أصبحوا الآن قادة الكارتل. كلود يقتل مجعد بوب، لكن كاتالينا وميغيل يهربان. سالفاتور قد قام كلود، بمساعدة 8-Ball ، بتفجير السفينة Cartel Ship بمزودتهم من SPANK.
في مهمته الأخيرة، يطلب سالفاتور من كلود التخلص من سيارة مليئة بأدلة القتل. ومع ذلك، بينما تقترب كلود من موقع السيارة، تصف ماريا كلود، قائلة إن السيارة فخ، وأن تقابلها في الأرصفة. يجب أن يدخل كلود السيارة، سوف ينفجر. في المرفأ، تعترف ماريا بأنها كذبت على سلفاتوري وقالت إنها كانت على علاقة مع كلود، مما تسبب في غضبه. تقدمه ماريا لزعيم ياكوزا أسوكا كاسين وهم ينتقلون إلى جزيرة ستونتون هرباً من نهر ليون.
يريد أسوكا من كلود أن يثبت أن علاقته بسيراليون تتعرض لكسر تام من خلال اغتيال سلفاتوري وهو يغادر نادي لويجي. يعمل كلود مع أسوكا ضد قوات الشرطة. وسرعان ما تقدم كلود لأخيها وواكا-غاشيرا كينجي كيز ن و شرطي فاسد راي ماشوفسكي . يعمل كلود مع كنجي ضد Yardies و Cartel بينما يعمل أيضًا مع Ray للحفاظ على صلته بسر Yakuza بجعله يقوم بعمله القذر.
راي يقدم له الملياردير قطب دونالد لاف وكلود يبدأ العمل بالنسبة له. أنه ينقذ الرجل الشرقي من كارتل، بعد أن يقول له دونالد لاف أنهم يحتجزونه رهينة للحصول على فدية. لخفض سعر العقارات في المدينة، يبدأ كلود في حرب بين ياكوزا وكارتل من خلال تجاوز كينجي مع سيارة كارتل. كما أنه يجمع الطرود من حظيرة للطائرات، ومع ذلك، أعاد كارتل إعادتها إلى مقر موقع البناء، ويجد ميغيل وكاتالينا هناك. يحاول ميجيل التفاوض مع كلود، لكن كاتالينا تصوره في الخلف ويهرب. معتقدًا أن كارتل قتلت شقيقها، وصلت أسوكا لمساعدة كلود وتعذيب ميجيل للحصول على معلومات. بعد مساعدة دونالد لاف من خلال توفير الهاء، يعود كلود إلى البنتهاوس ويجد أنه هو والرجل الشرقي قد اختفيا. يعود إلى موقع البناء ويجد كل من أسوكا وميغيل قتلى، مع ملاحظة من كاتالينا تقول أنها اختطفت ماريا وسوف تقتلها ما لم يجلب 500000 دولار إلى قصر كارتل.
عند وصوله، تبين أن التبادل كان كمينًا وكاتالينا تأخذ ماريا بعيدا في طائرة هليكوبتر وتأمرهم بقتل كلود. يهرب كلود ويتبع المروحية إلى السد. تطير كاتالينا بعيدا، وترك ماريا في السد مع رجالها. كلود يقتل جميع الرجال ويطلق النار على الطائرة الهليكوبتر، مما أسفر عن مقتل كاتالينا. ترك السد، ماريا يبدأ الهذيان، وبعد أن تتلاشى الشاشة إلى اللون الأسود، يسمع صوت طلق ناري. من غير المعروف إذا قام كلود بإطلاق النار على ماريا لإسكاتها بشكل دائم أو للحفاظ على هدوءها.

## المدينة
ليبرتى سيتى هي مدينة شبه خيالية مبنية على نيويورك ولكنها ايضاً تضم عناصر من مدن أمريكية أخرى
مدينة ليبرتى تتكون من ثلاث جزر - جزيرة بورتلاند، وجزيرة ستونتون، وشورسايد فالي .
الجزر الثلاث هي مماثلة نسبيا لبروكلين، مانهاتن، وجزيرة ستاتين، على التوالي. كان من المفترض أن تعرض المدينة مباني على اضررار مركز التجارة العالمي في ذلك الوقت، ولكن تم إجراء تعديلات في اللحظة الأخيرة على اللعبة لإزالتها بعد احداث 11 سبتمبر.

### جزيرة بورتلاند
هذا هو المنطقة الصناعية القديمة، ويتكون معظمها من العمال في السيارات القديمة، وليون، وتريادز، و Diablos .

وصف الدليل
هنا سوف تجد الاحواض، منطقة الضوء الأحمر، المستودعات، المصانع، الأسواق، المرائب بالإضافة إلى بعض الموردين المفيدين. يسكن المنطقة مع المومسات، القوادين، العمال، عمال الموانئ، والسياسيين والزبدة العامة. الجريمة منتشرة في بورتلاند ولها تاريخ طويل من السيطرة على المافيا. ولكن يتم تحدي هذا من قبل الثلاثيات. حرب العشب الدموي جارية منذ عدة أشهر. منطقة مبهجة مع شيء للجميع.
هذه هي المنطقة الأولى التي يتفاعل معها اللاعب في اللعبة.

#### الاحياء
- الأطلسي الأرصفة
- كالاهان بوينت
- الحي الصيني
- هاروود
- هيبورن هايتس
- شاطئ بورتلاند
- ميناء بورتلاند
- عرض بورتلاند
- حي الدعارة

#### بعض الاشخاص الذين اقامو في بورتلاند
1. كلود سبيد
2. سالفاتور ليون
3. تونى سبرياني
4. كارل جونسون cj ( بطل جراند ثفت اوتو: سان اندرس )"عندما هرب من مشاكل لوس سانتوس والعصابات"
5. تومي فيرسيتى ( بطل جراند ثفت اوتو: فايس سيتي )"هذا هو مكان ولادة تومي وقضاء طفولته مدينة ليبرتي"
6. 8-Ball
7. سوني فوريلي ( شخصية من فايس سيتى )
8. مايك فوريلي ( شقيق سوني فوريلي ) "سيقتله كلود بامر من جوي ليون بواسطة سيارة مفخخة"
9. لويجى
10. جوي ليون
11. مارتي تشونكس
12. السيدة تشونكس
13. هارى
14. لى تشونغ
15. شيكو
16. فيديريكو
17. شيريل
18. سكورلي
19. جوني
20. فنشنزو سيلي
21. ماريا لاتور
22. جين هوبر

### جزيرة ستونتون
ذا هو الحي التجاري. يمكن العثور على الكثير من الأغنياء هنا، إلى جانب سياراتهم الجميلة. العصابات المقيمة هي Yakuza و Yardies و Cartel الكولومبية .

وصف الدليل
هذا هو حي الأعمال المركزي. هذا هو المكان الذي تجري فيه جميع الشركات الكبرى في ليبرتي سيتي ويهيمن عليها الأغنياء والأقوياء والشركات. وخلال النهار، تعج المنطقة برجال الأعمال الذين يقومون بأمورهم من 9 إلى 5 - التجارة الداخلية، أخذ الرشاوى وبيع جداتهم مقابل عشرة دولارات. في الليل الظلام، مقفر وخطير للغاية.
ستونتون ايلاند هي ثاني المناطق الثلاث التي سيشاهدها اللاعب في اللعبة.

#### الاماكن ذات الاهمية
- مبني لاف ميديا
- كازينو كينجي
- مركز التسوق
- مكاتب ليبرتي سيتى
- جسر كالاهان
- جسر الشورسيدي
- كاتدرائية ليبرتي سيتى

#### السكان
1. دونالد لاف
2. كينجي
3. اسوكا
4. ليون ماكافري
5. جورجي
6. مجييل
7. ماريا لاتور
8. راي ماشوفسكي

### شورسايد فالى
هذه هي منطقة الضواحي في ليبرتي سيتي. الأثرياء يعيشون هنا، جنبا إلى جنب مع سكان الطبقة المتوسطة والعصابات. يقع مطار فرانسيس الدولي أيضا هنا. العصابات المحلية هي Southside Hoods و Cartel الكولومبية .

وصف الدليل
نعيم الضواحي والهدوء أسلوب مدينة الحرية. موطن العديد من أفراد العصابات الأكثر ثراءً في Liberty City ، حزام ركاب Liberty City هو خليط من أحواض السباحة، أسوار المراكب، الساحات الخلفية، شباك كرة السلة، عصابات الشوارع وخمس مرائب للسيارات. إنها مليئة بالقصور المتفاخرة التي تدفع مقابلها مع أموال الدم، التي يحميها حراس الأمن والبوابات العالية لإبعاد عصابات المراهقين الذين يشعرون بالملل بحثاً عن شيء للقيام به لإثارة بعض الإثارة في وجودهم في الطبقة الوسطى. تعطي كلاب المصممين وسيارات المحطات صفاءًا ضحلًا للضواحي، ولكن لا تنخدع. يقع العنف والفساد في قلب كل منزل.
هذا هو المكان الذي تحدث فيه نهاية اللعبة.

#### أهم الاماكن
- مركز شرطة شورسايد
- مرأب
- كلية الامل الطبية
- مطار فرنسيس الدولي

#### السكان
1. كاتالينا
2. كلود
3. طوني سبرياني
4. جين
5. هوغر(متوفي)
6. دونالد لاف

## تعريف الشخصيات

### كلود سبيد( الرجل الذي تتحكم به)
بطل قصة اللعبة الذي تعرض لخيانة صديقته المكسيكية كاتالينا والذي يحاول الانتقام منها بمساعدة ُeight ball وعصابات المافيا الإيطالية واسوكا، كلود شخصية صامتة ولا تتكلم ويرجع الامر إلى الشركة فهى لم تجد له ممثل صوتى فجعلت الاولوية ان يكون صامت.

### بوَل 8
انه صديق كلود الذي تفر معه من السجن، eight ball خبير ومتمرس في المتفجرات والقنابل، كما أن له علاقات مع زعماء المدينة، سيقدمك لرجل العصابات الإيطالي (لويجي) ردا لجميلك لأنك ساعدته في الفرار من السجن.

### لويجي
رجل العصابات الإيطالي المعروف، يملك نادي ليلي في البلدة، هذا النادي هو المكان الذي ستتسلم فيه المهمات، ستعمل عند لويجي فترة من الوقت إلى أن يعرفك على ميكانيكي السيارات جوي.

### جوي ليون
جوي ليون يملك ورشة لتصليح السيارت في البلدة، يعمل فيها طوال اليوم فهو ميكانيكي سيارات، ولا تنس بأنه ابن زعيم المافيا سالفاتور ليون، سيكلفك عدة مهمات، إلى أن يعرفك على رجل المافيا الإيطالي توني.

### توني سبرياني
توني صديق حميم لكل من لويجي وجوي، فهم إيطاليين وتربطهم علاقة قوية، ستعمل لدى توني لفترة حيث سيوكلك مجموعة من المهمات أغلبها عمليات ثأر من العصابة الصينية والذين يعتبرون ألد أعدائه.

### سالفاتور ليون
زعيم المافيا الإيطالية في المدينة، سالفاتور ليون ذو نفوذ قوي، تعود أصول عائلته الإيطالية لبلدة صقلية قلب المافيا الإيطالية، سيقوم كل من لويجي وجوي وتوني بتعريفك عليه، ستعمل عنده فترة من الوقت، ما يميز مهامه أنها ستدر عليك الكثير من الأجر، وستنفذ له مهمة بالتعاون مع صديقك القديم 8-Ball خبير المتفجرات.

### إل بوررو
رجل عصابات إسباني، يقوم بالاتصال معك بعد أن يذيع صيتك في المدينة بين العصابات، سيزودك بالمهام التي تقوم بها ولكن ليس وجها لوجه وإنما بواسطة الهاتف العمومي الموجود في إحدى الشوارع، أغلب مهامه تكون لها علاقة بالسيارات والسرعة.

### ماريا
هذه المرأة صديقة لعائلة ليون الإيطالية، ستتعرف عليها في قصر سالفاتور ليون وستصبح صديقها مع تطور الأحداث، وهي التي ستعرفك على آسوكا.

### آسوكا
آسوكا هي الصديقة المقربة لماريا، آسوكا ناشطة في أعمال الجريمة المنظمة في المافيا اليابانية والتي تسمى بالياكوزا، انها امرأة حادة الطباع ولا تعرف المزاح أبدا، ستعمل عندها لفترة، وستعرفك في نفس الوقت على شقيقها كينجي

### كينجي
زعيم المافيا اليابانية أو الياكوزا، مثل أخته وأشد، حاد الطباع ومتمسك جدا بتقاليده اليابانية، العمل بالنسبة له هو كل شيء، ستعمل عنده فترة من الوقت وسيوكلك مجموعة من المهام، بعد أن تنتهي منها ستتعرف على شخص يدعى راي ماتشوسكي

### راي ماتشوسكي
هو ضابط شرطة فاسد، كما أنه عميل سري لدى الياكوزا، سوف تؤدي له مجموعة من المهام، يطلب منك أن تؤدي له مهمة أخيرة بعد أن تكتشف مخابرات المدينة مخبأه .

### دونالد لوف
رجل ثري ومعروف في المدينة، هاديء الطباع ومتفهم، سيستعين بك للثأر من الكولومبيين والذي توجد بينه وبينهم أحقاد وضغائن منذ زمن.

### كاتالينا
صديقة بطلنا السابقة، نفذت مهمة السطو على بنك المدينة بالتعاون مع البطل، إلا أنها خانته وأطلقت في وجهه النار، معروفة بين العصابات بدنائتها ووحشيتها، بارعة جدا في مجال سرقة البنوك.

### ميجييل
رجل عصابات كولومبي، يصبح رفيق كاتالينا المقرب بعد خيانتها للبطل، غالبا ما تشاهده برفقة كاتالينا في الأحداث فهو يحارب في صفها.

## خريطة اللعبة
تتكون المدينة من ثلاثة أجزاء رئيسية وهي:
1- Portland
2- Staunton Island
3- Shorside Vale
وستكتشف المدينة بكامل أجزائها مع تطور الأحداث، وكل منطقة من المدينة ستنفذ فيها عددا من المهمات.

## العصابات
يجوب شوارع هذه المدينة مجموعة من المجرمين العتاة والذين ينتمون لعصابات لها نفوذ وقوة وهذه العصابات هي كالتالي

### المافيا الإيطالية
الأسلحة المفضلة: المسدسات، البندقية ورشاش اليوزي
السيارة المفضلة: Mafia Sentinel
أماكن تواجدهم: في منطقة بورتلاند حول (St. Marks وRed Light Distright )
المظهر: بدلات سوداء أنيقة، مع نظارات شمسية سوداء
الزعماء: زعيم المافيا سالفاتور ليون، ابنه جوي ليون، لويجي، وتوني سيبرياني

### العصابة الصينية (Triade)
الأسلحة المفضلة: المسدسات ومضارب البيسبول
السيارة المفضلة: Fish vans
أماكن تواجدهم : في منطقة بورتلاند، الحي الصيني تحديدا China Town
المظهر: لباس العمل أزرق اللون
الزعماء: غير معروفون

### المافيا اليابانية (ياكوزا)
الأسلحة المفضلة: رشاشات اليوزي
السيارة المفضلة: Yakuza Stinger
أماكن تواجدهم: في منطقة Staunton Island
المظهر: بدلات مع قمصان حمراء .
الزعماء: زعيم المافيا اليابانية كينجي، وشقيقته آسوكا

### العصابة الإسبانية (Diablos)
الأسلحة المفضلة: المسدسات ومضارب البيسبول
السيارة المفضلة: Diablo Stallion
أماكن تواجدهم: في منطقة Portland وتحديدا في Red Light District
الزعماء: الزعيم الإسباني إل بوررو

### سوثسايد هوودز (Southside Hoods)
الأسلحة المفضلة: المسدسات ورشاشات العوزي
السيارة المفضلة: Hood Rumpo
أماكن تواجدهم: في منطقة Shoreside Vale وتحديدا في Witchita Gardens
المظهر: ملابس الراب _هيب هوب_
الزعماء: غير معروفين .

### الكولومبيون (The Columbian Cartel)
الأسلحة المفضلة: رشاش الكلاشينكوف، الرشاش الثقيل، رشاشات العوزي
السيارة المفضلة: Cartel Cruiser
أماكن تواجدهم: في منطقة Staunton Island وتحديدا في Cartel Cruiser
المظهر: قمصان هاواي، قبعات، بناطيل جينز مع أبوات
الزعماء: كاتالينا ، وميجييل

### الجامايكيون (Yardies)
الأسلحة المفضلة: مضرب البيسبول والمسدسات
السيارة المفضلة: Yardie Lobo مع الهايدروليك
أماكن تواجدهم: في منطقة Staunton Island
المظهر: قصات شعرهم الغريبة وملابسهم التي يطغى عليها اللون البني
الزعماء: غير معروفون